# Lentinula aciculospora
Lentinula aciculospora är en svampart som beskrevs av J.L. Mata & R.H. Petersen 2000. Lentinula aciculospora ingår i släktet Lentinula och familjen Marasmiaceae.   Inga underarter finns listade i Catalogue of Life.